# Louis Darquier de Pellepoix
Louis Darquier de Pellepoix   (Caors, 19 de desembre de 1897 - Carratraca, 29 d'agost de 1980) fou un polític i activista de tendència antisemita francès, va ser col·laborador de l'Alemanya nazi durant la Segona Guerra Mundial, segon comissari d'Assumptes jueus del Règim de Vichy.

## Biografia
L'any 1937 va fundar la publicació L’Antijuif («L'antijueu») i el 1938 passaria a presidir el Rassemblement antijuif de France («Agrupació antijueva de França»). El 6 de maig de 1942 es va convertir en Comissari General d'Assumptes Jueus, desenvolupant una política antijueva més virulenta i extrema que la del seu predecessor, Xavier Vallat. Va ser succeït per Charles Mercier du Paty de Clam al febrer de 1944.
L'any 1944 es va exiliar a Espanya, va ser condemnat a mort in absentia el 1947 per «atemptar contra la unitat de la nació, contra la llibertat i la igualtat dels francesos», i pel delicte d'intel·ligència de l'enemic.
Va morir a Espanya, concretament a Carratraca, una petita localitat de la província de Màlaga, el 29 d'agost de 1980.